# ウィッチハンター
『ウィッチハンター』は、趙廷晩（チョ・ジョンマン）による韓国の漫画作品。漫画雑誌『Super Champ』（大元C.I.）にて、2006年から連載中。日本ではキルタイムコミュニケーションより、第4巻まで刊行中（2011年10月現在）。
魔女とそれを狩る者たちの壮絶な戦いを描く、ファンタジー作品である。

## あらすじ
人間と魔女が共に暮らす世界――。
だが、ある日突如魔女達が人間へ宣戦布告し、世界は混乱に陥り崩壊の一途を辿っていた。生存中の国々は魔女の脅威に対抗すべく団結し、各地から魔女に対抗できる力を持つ者「W・H」（ウィッチハンター）を集結させた。
「魔弾の射手」の異名を持つターシャ・ガスペルも、W・Hの1人だった。彼はジャック・オー・ランタン型の「下僕」（サポーター）、「覇浪院」（ハロウィン）と共に魔女を狩りながら、幼い頃に生き別れとなった妹のアリアを探すことになる。

## 主要人物
ターシャ・ガスペル（Tasha Godspell）
主人公。16歳。別名「魔弾の射手」。
師であるイディア・フローレンスの下、わずか1年間の特訓でブラック・クラス（Aクラス）のW・Hとなった少年。魔女となった実の妹のアリアを捜しだして魔女から解放するため、旅を続けている。
女性と魔女には基本的に優しい態度を見せ、殺しもしない主義。だが師・イディアの事を非常に大事に思っており、彼女の名を汚す人物に対しては誰だろうと容赦なく攻撃をしようとする。実はかなりの守銭奴であり硬貨が近くにあるのをすぐに察したり、金のためなら詐欺でさえ平気でやるほど。基本的に1人で旅することを好み、滅多に応援を呼ぶことは無いが成り行きでシンとタラスとチームを組むことに。また、通常なら女性や魔女にしか無いはずの「魔力」を何故か持っており、戦闘に使用している。
魔弾銃（まだんじゅう）
ターシャが基本戦闘に使う2つの銃。「貫通弾」、「手榴弾」、「鎮圧弾」の3つの「魔力」の弾丸を放つことが出来る他、通常の銃弾も放てる。
アーケイン・デザート・イーグル・カスタム
強化版の魔弾銃で、こちらは基本戦闘用とは違い1つの銃。1発で通常銃の1万発に相当するほどの抜群な威力を誇るが、3発撃つだけで魔力を殆ど使い果たす上、反動により腕を骨折してしまうためリスクが大きい。
次元回廊袋（じげんかいろうぶくろ）
ターシャが腰に着けているケース状の袋で、銃などは普段ここにしまってある。またターシャ自身の魔力を安定させる役割も持つ。
覇浪院（ハロウィン、Halloween）
イディアから渡されたターシャの下僕。
ジャック・オー・ランタンの頭を持った人形の姿をしており、首と思われるあたりには2つの錠の形をした封印が付いている。ターシャの魔力により動き、追加で魔力を注ぐことにより強化できる。主人であるターシャを絶対守る抜く事を誓っている反面、ターシャに向かい毒舌を吐いたり、からかったりするためお仕置きを受けたり、大喧嘩になってしまう事もしばしば。話が進行するにつれ、ターシャが一つ目の封印を解いたことによりターシャの年齢に近い少女の姿となった。2本の剣、「陰」と「陽」による二刀流で戦う。
アリア・ゴスペル（Aria Godspell）
ターシャの実の妹。14歳。
過去にとある事件（どういう事件かは今のところ不明）をきっかけに魔女となり、父親を殺した上、故郷を自らの手で滅ぼしたとされる。また、ターシャの師・イディアと戦い殺害した張本人でもある。それ以降は世界各所に現れては破壊行動を繰り返しており、「紅い魔女」の異名を持つようになった。人間だった頃は、兄・ターシャを慕う心優しき少女だったが現在は被っている「魔帽」の影響の支配下に置かれて、破壊衝動を楽しむ性格に変貌してしまった（魔力が切れると元の人格に一時的に戻る）。それでも兄に対する愛情は健在だが、「魔帽」によりその思いは歪んでおり、兄を自らの下僕にしようと画策しており、また2人の間に邪魔者が入れば即座に攻撃を仕掛ける。また正確な時期は不明だが、ターシャに何らかの呪いをかけている模様。同じ魔女であるバレットは保護者にあたる。
イージス
彼女の下僕である2体のディスク状の小型飛行物体。アリアに身の危険が迫ると自動的に攻撃・防御を行うことが出来る上、1体だけでもAクラスのW・H一人に匹敵する力を持つ。ターシャによると以前は数体以上所持していたとされるが、イディアとの戦いを経て今の数まで減ったという。余談ではあるが、単行本のオマケによると立派なCDプレイヤーとしても機能することが明かされている。

## 書誌情報
- 『ウィッチハンター』（キルタイムコミックス）
  1. 2011年3月12日発行
  2. 2011年3月12日発行
  3. 2011年8月12日発行
  4. 2011年10月14日発行